# اعلان استقلال
اعلامیه استقلال یا بیانیه استقلال، ادعایی است که اگر توسط قلمرو مشخصی مطرح شود، به معنای خواستار استقلال شدن آن قلمرو و ایجاد یک کشور مستقل در آن سرزمین است. چنین مناطقی معمولاً از یک بخش یا کل سرزمین‌های کشور یا دولت شکست‌خورده‌ای اعلان تجزیه می‌کنند، یا مناطق جدا شده‌ای از داخل قلمرو بزرگتری هستند. در سال ۲۰۱۰، دیوان بین‌المللی دادگستری سازمان ملل متحد در پرونده مشورتی کوزوو حکم داد که «قوانین بین‌المللی منعی برای اعلان استقلال ندارند»، اگرچه کشوری که قلمرو می‌خواهد از آن جدا شود می‌تواند اعلامیه را به عنوان یک شورش در نظر بگیرد و ممکن است برای حل بحران، به جنگ استقلال یا نزاع بر سر قانون اساسی منجر شود.

## لیست اعلامیه‌های استقلال
| کشور                                                                                  | اعلامیه | تاریخ            | کشور مادر                                                              | امضاکنندگان بیانیه | نخستین کشوری که استقلال را به رسمیت شناخت  |
| ------------------------------------------------------------------------------------- | --- | ---------------- | ---------------------------------------------------------------------- | --- | ------------------------------------------ |
| آلبانی                                                                                | Albanian Declaration of Independence                                                                                            | نوامبر ۲۸, ۱۹۱۲  | امپراتوری عثمانی                                                       | Assembly of Vlorë | اتریش-مجارستان                             |
| ارمنستان                                                                              | Declaration of Independence of Armenia                                                                                          | مه ۲۸, ۱۹۱۸      | الگو:Country data Transcaucasian Democratic Federative Republic        | Armenian National Congress (1917), فدراسیون انقلابی ارمنی                                                                 | عثمانی                                     |
| ارمنستان                                                                              | Declaration of State Sovereignty of Armenia                                                                                     | اوت ۲۳, ۱۹۹۰     | اتحاد جماهیر شوروی                                                     | لوون تر-پتروسیان and Supreme Council of Armenia secretary Ara Sahakian                                                    | لیتوانی                                    |
| Artsakh                                                                               | Proclamation of the Nagorno Karabakh Republic                                                                                   | سپتامبر ۲, ۱۹۹۱  | اتحاد جماهیر شوروی                                                     | Nagorno-Karabakh Regional and Shahumyan District Councils of People's Deputies of the Azerbaijan SSR                      |                                            |
| ازواد                                                                                 | Azawadi Declaration of Independence                                                                                             | آوریل ۶, ۲۰۱۲    | مالی                                                                   | National Movement for the Liberation of Azawad                                                                            |                                            |
| جمهوری آذربایجان                                                                      | Declaration of Independence of Azerbaijan                                                                                       | مه ۲۸, ۱۹۱۸      | الگو:Country data Transcaucasian Democratic Federative Republic        | شورای ملی آذربایجان | امپراتوری عثمانی                           |
| جمهوری آذربایجان                                                                      | Act on Restoration of State Independence of Azerbaijan                                                                          | اکتبر ۱۸, ۱۹۹۱   | اتحاد جماهیر شوروی                                                     | شورای عالی جمهوری سوسیالیستی آذربایجان شوروی                                                                              | ترکیه                                      |
| بنگلادش                                                                               | Proclamation of Bangladeshi Independence                                                                                        | مارس ۲۶, ۱۹۷۱    | پاکستان                                                                | Constituent Assembly of Bangladesh                                                                                        | بوتان (کشور)                               |
| بلاروس                                                                                | Third Constituent Charter | مارس ۲۵, ۱۹۱۸    | روسیه شوروی                                                            | Rada of the Belarusian Democratic Republic                                                                                |                                            |
| Belarus                                                                               | Announcement of the Declaration of Independence of the Soviet Socialist Republic of Byelorussia                                 | ژوئیه ۳۱, ۱۹۲۰   | لهستان                                                                 | Communist Party (Bolsheviks) of Byelorussia, trade unions                                                                 | روسیه شوروی                                |
| الگو:Country data BSSR                                                                | Declaration of State Sovereignty of the Belarusian Soviet Socialist Republic                                                    | ژوئیه ۲۷, ۱۹۹۰   | اتحاد جماهیر شوروی                                                     | Supreme Soviet of the BSSR                                                                                                | ترکیه                                      |
| بلژیک                                                                                 | Belgian Declaration of Independence                                                                                             | اکتبر ۴, ۱۸۳۰    | هلند                                                                   | Provisional Government of Belgium                                                                                         |                                            |
| Bosnia and Herzegovina                                                                | Bosnian Declaration of Independence                                                                                             | مارس ۱, ۱۹۹۲     | یوگسلاوی                                                               | | بلغارستان                                  |
| جزیره بوگنویل                                                                         | Bougainville Declaration of Independence                                                                                        | مه ۱۹۹۰          | پاپوآ گینه نو                                                          | Bougainville Interim Government                                                                                           |                                            |
| برزیل                                                                                 | استقلال برزیل | سپتامبر ۷, ۱۸۲۲  | پرتغال                                                                 | پدروی یکم (برزیل) | ایالات متحده آمریکا                        |
| بلغارستان                                                                             | Bulgarian Declaration of Independence                                                                                           | سپتامبر ۲۲, ۱۹۰۸ | امپراتوری عثمانی                                                       | فردیناند یکم، تزار بلغارستان and the دولت بلغارستان                                                                       | روسیه                                      |
| میانمار                                                                               | Burmese Declaration of Independence                                                                                             | ژانویه ۴, ۱۹۴۸   | بریتانیا                                                               | |                                            |
| کاتالونیا                                                                             | Declaration of the Catalan Republic as a state of the Iberian Federation                                                        | آوریل ۱۴, ۱۹۳۱   | استقرار مجدد (اسپانیا)                                                 | فرانسسک ماسیا, Generalitat Government of Catalonia                                                                        |                                            |
| کاتالونیا                                                                             | Declaration of the Catalan state within the Federal Republic of Spain                                                           | اکتبر ۶, ۱۹۳۴    | جمهوری دوم اسپانیا                                                     | لوئیس کومپانیس, Generalitat Government of Catalonia                                                                       |                                            |
| کاتالونیا                                                                             | اعلامیه استقلال کاتالونیا as the Catalan Republic                                                                               | اکتبر ۲۷, ۲۰۱۷   | اسپانیا                                                                | |                                            |
| آمریکای مرکزی(present day · کاستاریکا · السالوادور · گواتمالا · هندوراس · نیکاراگوئه) | Act of Independence of Central America                                                                                          | سپتامبر ۱۵, ۱۸۲۱ | اسپانیا                                                                | |                                            |
| شیلی                                                                                  | Chilean Declaration of Independence                                                                                             | فوریه ۱۲, ۱۸۱۸   | اسپانیا                                                                | National Congress | پرتغال                                     |
| کلمبیا                                                                                | Colombian Declaration of Independence                                                                                           | ژوئیه ۲۰, ۱۸۱۰   | اسپانیا                                                                | |                                            |
| کومور                                                                                 | Comorian Declaration of Independence                                                                                            | ژوئیه ۶, ۱۹۷۵    | فرانسه                                                                 | | گینه                                       |
| جمهوری کریمه                                                                          | Declaration of Independence of the Republic of Crimea                                                                           | مارس ۱۱, ۲۰۱۴    | اوکراین                                                                | Supreme Council of Crimea                                                                                                 | روسیه                                      |
| کرواسی                                                                                | Declaration of the Establishment of the Sovereign and Independent Republic of Croatia                                           | ژوئن ۲۵, ۱۹۹۱    | یوگسلاوی                                                               | | ایسلند                                     |
| چکسلواکی                                                                              | Czechoslovak Declaration of Independence                                                                                        | اکتبر ۱۸, ۱۹۱۸   | اتریش-مجارستان                                                         | Czechoslovak National Council                                                                                             | ایالات متحده آمریکا                        |
| جمهوری دومینیکن                                                                       | Dominican Declaration of Independence                                                                                           | فوریه ۲۷, ۱۸۴۴   | Haiti                                                                  | | بریتانیا                                   |
| تیمور شرقی                                                                            | East Timorese declaration of independence                                                                                       | نوامبر ۲۸, ۱۹۷۵  | پرتغال                                                                 | | مراکش                                      |
| مصر                                                                                   | Unilateral Declaration of Egyptian Independence                                                                                 | فوریه ۲۸, ۱۹۲۲   | بریتانیا                                                               | Unilateral grant of independence by the دولت بریتانیا                                                                     | بریتانیا                                   |
| استونی                                                                                | اعلامیه استقلال استونی | فوریه ۲۴, ۱۹۱۸   | آلمان · Russia                                                         | Estonian Salvation Committee                                                                                              | فنلاند                                     |
| استونی                                                                                | Estonian Reconfirmation of Independence                                                                                         | اوت ۲۰, ۱۹۹۱     | اتحاد جماهیر شوروی                                                     | Congress of Estonia | ایسلند (reconfirmed earlier recognition)   |
| فنلاند                                                                                | Finnish Declaration of Independence                                                                                             | دسامبر ۶, ۱۹۱۷   | Russia                                                                 | مجلس فنلاند | روسیه شوروی                                |
| الگو:Country data First Mexican Empire · (present day مکزیک)                          | Declaration of Independence of the Mexican Empire (real independence)                                                           | سپتامبر ۲۸, ۱۸۲۱ | اسپانیا                                                                | Supreme Provisional Governmental Board                                                                                    | پادشاهی متحد                               |
| Florida                                                                               | Florida's Constitution of 1861                                                                                                  | ژانویه ۱۰, ۱۸۶۱  | ایالات متحده آمریکا                                                    | Florida State Legislature                                                                                                 |                                            |
| Galicia                                                                               | Declaration of the Republic of Galicia                                                                                          | ژوئن ۲۷, ۱۹۳۱    | استقرار مجدد (اسپانیا)                                                 | |                                            |
| جمهوری دموکراتیک گرجستان                                                              | Georgian Declaration of Independence, 1918                                                                                      | مه ۲۶, ۱۹۱۸      | الگو:Country data Transcaucasian Democratic Federative Republic        | Georgian National Council                                                                                                 | آلمان                                      |
| الگو:Country data Republic of Georgia                                                 | Act of Restoration of State Independence of Georgia                                                                             | آوریل ۹, ۱۹۹۱    | اتحاد جماهیر شوروی                                                     | Supreme Council of the Republic of Georgia                                                                                | سوئیس                                      |
| Georgia, State of                                                                     | Georgia's secession declaration                                                                                                 | ژانویه ۲۹, ۱۸۶۱  | ایالات متحده آمریکا                                                    | |                                            |
| یونان                                                                                 | Greek Declaration of Independence                                                                                               | ژانویه ۱۵, ۱۸۲۲  | عثمانی                                                                 | First National Assembly                                                                                                   | هائیتی                                     |
| گینه بیسائو                                                                           | Guinea-Bissau Declaration of Independence                                                                                       | سپتامبر ۲۴, ۱۹۷۳ | پرتغال                                                                 | |                                            |
| هائیتی                                                                                | Haitian Declaration of Independence                                                                                             | ژانویه ۱, ۱۸۰۴   | فرانسه                                                                 | ژان ژاک دسالین | بازگشت بوربون‌ها به سلطنت فرانسه            |
| مجارستان                                                                              | Hungarian Declaration of Independence                                                                                           | آوریل ۱۴, ۱۸۴۹   | پادشاهی هابسبورگ                                                       | |                                            |
| ایسلند                                                                                | Icelandic Declaration of Independence                                                                                           | ژوئن ۱۷, ۱۹۴۴    | دانمارک                                                                | | ایالات متحده آمریکا                        |
| هند                                                                                   | Declaration of the Independence of India                                                                                        | ژانویه ۲۶, ۱۹۳۰  | بریتانیا                                                               | |                                            |
| اندونزی                                                                               | اعلان استقلال اندونزی | اوت ۱۷, ۱۹۴۵     | هلند                                                                   | احمد سوکارنو & محمد حتا                                                                                                   | پادشاهی مصر                                |
| عراق                                                                                  | Iraq Declaration of Independence                                                                                                | اکتبر ۳, ۱۹۳۲    | بریتانیا                                                               | | بریتانیا                                   |
| جمهوری ایرلند                                                                         | اعلانیه استقلال جمهوری ایرلند                                                                                                   | آوریل ۲۴, ۱۹۱۶   | بریتانیا                                                               | Provisional Government of the Irish Republic                                                                              |                                            |
| جمهوری ایرلند (۱۹۱۹–۱۹۲۲)                                                             | Irish Declaration of Independence                                                                                               | ژانویه ۲۱, ۱۹۱۹  | بریتانیا                                                               | Dáil Éireann | روسیه شوروی                                |
| اسرائیل                                                                               | منشور استقلال اسرائیل | مه ۱۴, ۱۹۴۸      | بریتانیا                                                               | Jewish People's Council                                                                                                   | ایالات متحده آمریکا                        |
| Katanga                                                                               | Katangan Declaration of Independence                                                                                            | ژوئیه ۱۱, ۱۹۶۰   | Congo-Léopoldville                                                     | |                                            |
| کره (کشور)                                                                            | Korean Declaration of Independence                                                                                              | مارس ۱, ۱۹۱۹     | امپراتوری ژاپن                                                         | دولت در تبعید کره | چین                                        |
| کوزوو                                                                                 | Proclamation of the Republic of Kosova                                                                                          | سپتامبر ۲۲, ۱۹۹۲ | صربستان و مونته‌نگرو                                                    | Assembly of Kosovo | آلبانی                                     |
| کوزوو                                                                                 | اعلان استقلال کوزوو | فوریه ۱۷, ۲۰۰۸   | صربستان · سازمان ملل متحد مأموریت مدیریت موقت سازمان ملل متحد در کوزوو | "Democratically elected leaders of our people"                                                                            | کاستاریکا                                  |
| لتونی                                                                                 | لتونی | نوامبر ۱۸, ۱۹۱۸  | آلمان · روسیه شوروی                                                    | People's Council of Latvia                                                                                                | روسیه شوروی                                |
| لتونی                                                                                 | On the Restoration of Independence of the Republic of Latvia                                                                    | مه ۴, ۱۹۹۰       | اتحاد جماهیر شوروی                                                     | Supreme Soviet of the Latvian SSR                                                                                         | ایسلند                                     |
| لیبریا                                                                                | Liberian Declaration of Independence                                                                                            | ژوئیه ۱۶, ۱۸۴۷   | انجمن استعمار آمریکا                                                   | Liberian Constitutional Convention                                                                                        | پادشاهی متحد                               |
| لیتوانی                                                                               | Act of Independence of Lithuania                                                                                                | فوریه ۱۶, ۱۹۱۸   | آلمان · روسیه شوروی                                                    | Council of Lithuania | آلمان                                      |
| لیتوانی                                                                               | Act of the Re-Establishment of the State of Lithuania                                                                           | مارس ۱۱, ۱۹۹۰    | اتحاد جماهیر شوروی                                                     | Supreme Council of Lithuania                                                                                              | ایسلند                                     |
| Lower Canada                                                                          | Declaration of Independence of Lower Canada                                                                                     | فوریه ۲۲, ۱۸۳۸   | پادشاهی متحد                                                           | Robert Nelson |                                            |
| مقدونیه شمالی                                                                         | Independence of the Republic of Macedonia                                                                                       | سپتامبر ۸, ۱۹۹۱  | یوگسلاوی                                                               | | بلغارستان                                  |
| فدراسیون مالایا · (present day مالزی)                                                 | Federation of Malaya Independence Act 1957                                                                                      | اوت ۳۱, ۱۹۵۷     | بریتانیا                                                               | تونکو عبدالرحمان, نخست‌وزیر مالزی                                                                                          | بریتانیا                                   |
| Mississippi                                                                           | A Declaration of the Immediate Causes which Induce and Justify the Secession of the State of Mississippi from the Federal Union | ژانویه ۹, ۱۸۶۱   | ایالات متحده آمریکا                                                    | |                                            |
| مولدووا                                                                               | Declaration of Independence of the Republic of Moldova                                                                          | اوت ۲۷, ۱۹۹۱     | اتحاد جماهیر شوروی                                                     | Parliament of the Republic of Moldova                                                                                     | رومانی                                     |
| مونته‌نگرو                                                                             | مونته‌نگرو | ژوئن ۳, ۲۰۰۶     | صربستان و مونته‌نگرو                                                    | پارلمان مونته‌نگرو | ایسلند                                     |
| مراکش                                                                                 | Moroccan Declaration of Independence                                                                                            | ژانویه ۱۱, ۱۹۴۴  | حکومت موقت جمهوری فرانسه                                               | حزب استقلال (مراکش) |                                            |
| هلند                                                                                  | Act of Abjuration | ژوئیه ۲۶, ۱۵۸۱   | امپراتوری اسپانیا                                                      | اتحادیه اوترخت |                                            |
| اسپانیای نو · (present day) مکزیک                                                     | Solemn Act of the Declaration of Independence of Northern America                                                               | نوامبر ۶, ۱۸۱۳   | اسپانیا                                                                | Congress of Anáhuac |                                            |
| جمهوری ترک قبرس شمالی                                                                 | Declaration of Independence of the Turkish Republic of Northern Cyprus                                                          | نوامبر ۱۵, ۱۹۸۳  | قبرس                                                                   | | ترکیه                                      |
| جمهوری خودمختار اپیروس شمالی                                                          | Northern Epirote Declaration of Independence                                                                                    | فوریه ۲۸, ۱۹۱۴   | شهریارنشین آلبانی                                                      | جمهوری خودمختار اپیروس شمالی                                                                                              |                                            |
| جمهوری سلیمان شمالی                                                                   | Declaration of Independence of the Republic of the North Solomons                                                               | سپتامبر ۱, ۱۹۷۵  | Territory of Papua and New Guinea (استرالیا)                           | Unknown | واتیکان                                    |
| نروژ · (نروژ در ۱۸۱۴)                                                                 | قانون اساسی نروژ (short after, sovereign under the اتحاد سوئد و نروژ), و the قانون اساسی نروژ                                   | مه ۱۷, ۱۸۱۴      | الگو:Country data Denmark-Norway (As of معاهده کیل)                    | Norwegian Constituent Assembly                                                                                            |                                            |
| پادانیا                                                                               | Padanian Declaration of Independence                                                                                            | سپتامبر ۱۵, ۱۹۹۶ | الگو:Country data Italy (1946–2003) ایتالیا                            | |                                            |
| پاکستان                                                                               | Lahore Resolution | مارس ۲۴, ۱۹۴۰    | بریتانیا                                                               | Muslim League (Pakistan)                                                                                                  |                                            |
| فلسطین                                                                                | بیانیه استقلال فلسطین | نوامبر ۱۵, ۱۹۸۸  | سرزمین‌های فلسطینی اردن (claimed the کرانه باختری until 1988)           | مجلس ملی فلسطین | اتحادیه عرب                                |
| پرو                                                                                   | Act of the Declaration of Independence of Peru                                                                                  | ژوئیه ۲۸, ۱۸۲۱   | اسپانیا                                                                | خوزه د سن مارتین | آرژانتین                                   |
| فیلیپین                                                                               | اعلامیه استقلال فیلیپین | ژوئن ۱۲, ۱۸۹۸    | استقرار مجدد (اسپانیا) ایالات متحده آمریکا                             | 98 representatives of Dictatorial Government of the Philippines (ratified on September 29, 1898, by the Malolos Congress) |                                            |
| استان‌های متحد ریو د لا پلاتا · (present-day · آرژانتین · بولیوی · اروگوئه)            | اعلان استقلال آرژانتین | ژوئیه ۹, ۱۸۱۶    | تاریخ اسپانیا (۱۸۰۸–۱۸۷۴)                                              | کنگره توکومان | هاوایی                                     |
| رودزیا                                                                                | Rhodesian Unilateral Declaration of Independence                                                                                | نوامبر ۱۱, ۱۹۶۵  | بریتانیا                                                               | ایان اسمیت and the rest of the Cabinet                                                                                    |                                            |
| رومانی                                                                                | جنگ یکپارچگی رومانی | مه ۲۲, ۱۸۷۷      | امپراتوری عثمانی                                                       | کارول یکم |                                            |
| روسیه                                                                                 | Belovezha Accords | دسامبر ۱۲, ۱۹۹۱  | اتحاد جماهیر شوروی                                                     | Supreme Soviet of the Russian SFSR                                                                                        |                                            |
| جمهوری دموکراتیک عربی صحرا                                                            | Bir Lehlou Declaration | فوریه ۲۷, ۱۹۷۶   | صحرای اسپانیا                                                          | جبهه پولیساریو | ماداگاسکار                                 |
| Scotland                                                                              | Declaration of Arbroath | آوریل ۶, ۱۳۲۰    | انگلستان                                                               | Scottish leaders |                                            |
| Serbia                                                                                | The Proclamation (Proglašenije/Проглашеније)                                                                                    | فوریه ۱۸۰۹       | امپراتوری عثمانی                                                       | کاراجورجه and Serbian MPs                                                                                                 |                                            |
| سنگاپور                                                                               | Proclamation of Singapore | اوت ۹, ۱۹۶۵      | مالزی                                                                  | لی کوآن یو, Prime Minister of Singapore                                                                                   | بریتانیا                                   |
| چکسلواکی                                                                              | Martin Declaration | اکتبر ۳۰, ۱۹۱۸   | اتریش-مجارستان                                                         | Slovak National Council                                                                                                   | فرانسه                                     |
| اسلواکی                                                                               | Slovak National Council's Declaration of Independence of the Slovak Nation                                                      | ژوئیه ۱۷, ۱۹۹۲   | چکسلواکی                                                               | Slovak National Council                                                                                                   |                                            |
| اسلوونی                                                                               | Slovenian Declaration of Independence                                                                                           | ژوئن ۲۵, ۱۹۹۱    | یوگسلاوی                                                               | | کرواسی                                     |
| سومالی‌لند                                                                             | Somaliland Declaration of Independence                                                                                          | مه ۱۸, ۱۹۹۱      | سومالی                                                                 | |                                            |
| South Carolina                                                                        | Declaration of the Immediate Causes Which Induce and Justify the Secession of South Carolina from the Federal Union             | دسامبر ۲۴, ۱۸۶۰  | ایالات متحده آمریکا                                                    | South Carolinians in Charleston                                                                                           |                                            |
| سری‌لانکا                                                                              | Declaration of قلمرو سیلان (Then known as "Ceylon")                                                                             | فوریه ۴, ۱۹۴۸    | بریتانیا                                                               | |                                            |
| Texas, Republic of                                                                    | Texas Declaration of Independence                                                                                               | مارس ۲, ۱۸۳۶     | مکزیک                                                                  | | فرانسه                                     |
| Texas, State of                                                                       | A Declaration of the Causes which Impel the State of Texas to Secede from the Federal Union                                     | فوریه ۱, ۱۸۶۱    | ایالات متحده آمریکا                                                    | Texas Legislature |                                            |
| الگو:Country data Tibet (1912–1951)                                                   | Tibet's Declaration of Independence                                                                                             | فوریه ۱۳, ۱۹۱۳   | جمهوری چین (۱۹۴۹–۱۹۱۲)                                                 | سیزدهمین دالایی لاما | الگو:Country data Bogd Khanate of Mongolia |
| ترکمنستان                                                                             | About Independence and Bases of a State System of Turkmenistan                                                                  | اکتبر ۲۷, ۱۹۹۱   | اتحاد جماهیر شوروی                                                     | none | ترکیه                                      |
| اوکراین                                                                               | IV Universal | ژانویه ۲۲, ۱۹۱۸  | روسیه شوروی                                                            | شورای مرکزی اوکراین |                                            |
| اوکراین                                                                               | Declaration of Independence of Ukraine                                                                                          | اوت ۲۴, ۱۹۹۱     | اتحاد جماهیر شوروی                                                     | ورخوونا رادا | کانادا · لهستان                            |
| ایالات متحده آمریکا                                                                   | اعلامیه استقلال ایالات متحده آمریکا                                                                                             | ژوئیه ۴, ۱۷۷۶    | بریتانیای کبیر                                                         | Second Continental Congress                                                                                               | مراکش                                      |
| United Tribes of New Zealand                                                          | Declaration of the Independence of New Zealand                                                                                  | اکتبر ۲۸, ۱۸۳۵   | —                                                                      | مائوری chiefs | بریتانیا                                   |
| ازبکستان                                                                              | Declaration of Independence | اوت ۳۱, ۱۹۹۱     | اتحاد جماهیر شوروی                                                     | Supreme Council of ازبکستان                                                                                               | ترکیه                                      |
| ونزوئلا                                                                               | Venezuelan Declaration of Independence                                                                                          | ژوئیه ۵, ۱۸۱۱    | اسپانیا                                                                | National Congress |                                            |
| الگو:Country data Vermont Republic                                                    | Vermont Declaration of Independence                                                                                             | ژانویه ۱۵, ۱۷۷۷  | ایالات متحده آمریکا استان کبک (۱۷۹۱–۱۷۶۳)                              | |                                            |
| ویتنام                                                                                | اعلام استقلال جمهوری دموکراتیک ویتنام                                                                                           | سپتامبر ۲, ۱۹۴۵  | فرانسه                                                                 | هو شی مین | چین                                        |
| ایالت اویو                                                                            | Declaration of Independence | آوریل ۱۳, ۲۰۲۴   | نیجریه                                                                 | Modupe Onitiri-Abiola and Ominira Yoruba Group                                                                            |                                            |